# John Wick: Chapter 2
John Wick: Chapter 2 (titulada: John Wick 2: Un Nuevo Día Para Matar en Hispanoamérica y John Wick: Pacto de sangre en España) es una película estadounidense de acción y suspenso de 2017, dirigida por Chad Stahelski y escrita por Derek Kolstad. Es una secuela del filme de 2014 John Wick y está protagonizada por Keanu Reeves, Common, Bridget Moynahan, Ian McShane y John Leguizamo. 
La película se estrenó en Los Ángeles el 30 de enero de 2017 y se estrenó en los Estados Unidos el 10 de febrero de 2017. Fue aclamada por la crítica, elogiando las secuencias de acción, la dirección, la edición, el estilo visual y las actuaciones del reparto de la película, particularmente Reeves. La película recaudó $171 millones en todo el mundo contra su presupuesto de $40 millones, más del doble de los $85 millones brutos de la película original.
Una secuela, titulada John Wick: Chapter 3 - Parabellum, fue lanzada el 17 de mayo de 2019.

## Argumento
Después de los eventos de John Wick, John recupera su Mustang Boss 429 robado a Abram Tarasov, el hermano del difunto Viggo. Wick despacha a los hombres de Tarasov en una violenta embestida que daña gravemente el Mustang, pero perdona a Tarasov bajo promesa de paz y regresa a casa. Wick lleva su Mustang a reparar al dueño del desguace, Aurelio.
John recibe la visita del jefe de la Camorra, Santino D'Antonio, que le recuerda que le ayudó a completar su "tarea imposible", lo que le permitió retirarse y casarse con Helen. A cambio, John juró un "marcador", un voto inquebrantable simbolizado por un medallón de "juramento de sangre". Santino presenta el marcador para exigir servicios a John, que se niega, por lo que Santino toma represalias destruyendo la casa de John con un lanzagranadas. John sobrevive y viaja al Hotel Continental de Nueva York, donde Winston le recuerda que si rechaza el marcador, violará una de las dos reglas inquebrantables del hampa: no matar en los terrenos del Continental y honrar todos los marcadores. John acepta a regañadientes su compromiso y se reúne con Santino, que le encarga asesinar a su hermana, Gianna, para poder reclamar su puesto en la Alta Mesa, un consejo de doce jefes del crimen de alto nivel. Santino envía a Ares, su guardaespaldas muda, para que observe la misión de John.
En Roma (Italia), John se infiltra en la coronación de Gianna y se enfrenta a ella en su camerino. Enfrentada a una muerte segura, Gianna decide cortarse las venas. Mientras Gianna muere, John le dispara en la cabeza para poner fin a su sufrimiento y cumplir el marcador. Cuando John se marcha, el guardaespaldas de Gianna, Cassian, le reconoce, se da cuenta de que le han enviado para matar a Gianna y le ataca. John huye a las catacumbas, donde es traicionado por los secuaces de Ares y Santino, que pretenden atar los "cabos sueltos" matándolo. Tras matar a la mayoría de los secuaces, John es perseguido de nuevo por Cassian. Su lucha les lleva a la recepción del Continental de Roma, donde está estrictamente prohibido "hacer negocios", como en el Continental de Nueva York. Mientras ambos comparten una copa, John le explica sus motivos para matar a Gianna. Sin embargo, Cassian promete a John una muerte rápida y limpia como muestra de respeto profesional.
Julius organiza un salvoconducto para que John regrese a Nueva York mientras Santino abre un contrato por 7 millones de dólares para matar a John, aparentemente para fingir que está vengando a su hermana. Esto lleva a numerosos asesinos a atacar sin éxito a John, durante lo cual Winston visita a Santino para completar el marcador, liberando así a John de no poder actuar contra él. Winston advierte a Santino que "apuñaló al diablo por la espalda" y que no estará preparado para la ira de John.
Herido por numerosos intentos de asesinato, John se enfrenta a Cassian en el metro. Tras una feroz pelea que culmina con Cassian apuñalado en la aorta, John le perdona la vida. John, malherido, pide ayuda a un jefe del crimen clandestino conocido como Bowery King, cuyos subordinados curan las heridas de John. Intrigado por la intención de John de matar a un miembro de la Alta Mesa, Bowery King le entrega deportivamente una pistola Kimber 1911 con sólo siete balas, una por cada millón del contrato. Dirige a John a un museo de arte donde Santino celebra una gala. John persigue a Santino por todo el museo, matando a los secuaces que le quedan, incluido Ares, que da a Santino tiempo suficiente para escapar al Continental, donde pretende permanecer indefinidamente en su santuario. A pesar de las advertencias de Winston, el exasperado John dispara y mata a Santino en el salón del Continental.
Al día siguiente, Winston se reúne con John y le explica que la Camorra ha duplicado el contrato sobre John, ofreciéndoselo a nivel mundial. Además, por "realizar negocios" en los terrenos del Continental, según las normas de la Alta Mesa, Winston se ve obligado a declarar a John "excomulgado", poniendo fin a todo su acceso y privilegios a los recursos del hampa. Sin embargo, Winston retrasa una hora la activación de la excomunión de John (dándole una ventaja) y le proporciona un marcador para su uso futuro. Antes de marcharse, John aconseja a Winston que advierta a todos los demás asesinos de la Alta Mesa de que matará a cualquiera que intente darle caza. John parte con su perro mientras Winston hace una llamada decretando el "excomunicado" de John que se activará en una hora. A medida que se difunde la noticia del inminente contrato, los teléfonos móviles suenan por todas partes y John empieza a correr.

## Reparto
- Keanu Reeves como Jonathan «John» Wick / «Baba Yaga», un ex-sicario.[2][3]
- Common como Cassian, un jefe de seguridad.[4]
- Laurence Fishburne como The Bowery King.[5]
- Riccardo Scamarcio como Santino D'Antonio, un sicario y un miembro de la mafia italiana.[6]
- Ian McShane como Winston Scott, el propietario del Continental Hotel.[7]
- Ruby Rose como Ares, una asesina sorda.[6]
- Lance Reddick como Charon, el conserje del Continental Hotel.[6]
- Peter Stormare como Abram Tarasov, hermano de Viggo Tarasov, jefe de media parte del sindicato Tarasov (mafia rusa).[6]
- Bridget Moynahan como Helen Wick, la difunta esposa de John.[6]
- Franco Nero como Julius, amigo de John Wick, y gerente del Continental Hotel.[8]
- John Leguízamo como Aurelio, el dueño de un taller mecánico.[6]
- Claudia Gerini como Gianna D'Antonio, miembro de la Alta Mesa, ocupa el puesto como la mafia italiana, hermana de Santino D'Antonio.
- Thomas Sadoski como Jimmy, un agente de policía y amigo de John.[6]
- David Patrick Kelly como Charlie.[9]
- Peter Serafinowicz como el sommelier.[10]

## Producción

### Desarrollo
En febrero de 2015, los directores Chad Stahelski y David Leitch declararon que una secuela de John Wick había comenzado a desarrollarse. En el mismo mes, Jon Feltheimer, CEO de Lionsgate, declaró durante una conferencia telefónica que "Vemos a John Wick como una franquicia de acción de múltiples títulos". Además, se informó que Kolstad volvería a escribir el guion. En mayo de 2015, se confirmó que una secuela tenía luz verde, y Lionsgate estaría vendiendo la película en el Festival de Cine de Cannes. Reeves y Stahelski aparecieron en una entrevista de 30 minutos de Aol.build a principios de febrero de 2017 para discutir el desarrollo y el casting de la película.

### Reparto
Se anunció que Keanu Reeves, Leitch y Stahelski regresarían, y el rodaje comenzará a fines de 2015. En octubre de 2015, Common se unió a la película para interpretar al jefe de seguridad de una mujer del crimen, e Ian McShane fue confirmado para regresar como Winston, el dueño del Hotel Continental. En noviembre de 2015, se confirmó que Bridget Moynahan, John Leguizamo, Thomas Sadoski y Lance Reddick regresaron, mientras que Ruby Rose, Riccardo Scamarcio y Peter Stormare fueron agregados al elenco (debido a que Michael Nyqvist tiene problemas de salud). En diciembre de 2015, se anunció que Laurence Fishburne aparecería en un papel secundario. Reeves fue entrenado en Jiu-jitsu brasileño por los hermanos Machado para el papel.

### Rodaje
La fotografía principal de la película comenzó el 26 de octubre de 2015, en la ciudad de Nueva York, Nueva York, Estados Unidos. Al final de la primera semana, la filmación había tenido lugar en Manhattan, un distrito de la ciudad de Nueva York. La filmación se trasladó a Roma, Italia a continuación y luego se reanudó en Montreal, Quebec, Canadá el 28 de octubre de 2015. Las tomas de los estudios se realizaron en Nueva Jersey.

### Música
En abril de 2016, se anunció que Tyler Bates y Joel J. Richard volverían a escribir y componer la banda sonora de la película.
Junto con el regreso de Le Castle Vania y Ciscandra Nostalghia, la banda sonora también ha presentado al guitarrista y co-vocalista de Alice in Chains, Jerry Cantrell, en la canción "A Job To Do", cuyas letras fueron escritas por Cantrell perspectiva del personaje de Keanu Reeves.

## Estreno
John Wick: Capítulo 2 se estrenó en Arclight Hollywood en Los Ángeles el 30 de enero de 2017 y se estrenó en los Estados Unidos el 10 de febrero de 2017 por Summit Entertainment. En el Reino Unido, la película recibió un certificado de 15 por la Junta Británica de Clasificación de Películas, después de 23 segundos de una herida sangrienta dentro de una escena de suicidio fueron eliminados para evitar una calificación de 18. La película se estrenó en los cines del Reino Unido el 17 de febrero de 2017 y fue distribuida por Warner Bros., con coproducción del estudio Lionsgate Summit Entertainment. Australia fue uno de los últimos países importantes en recibir la película, con un estreno el 18 de mayo.
La película fue lanzada en DVD, Blu-ray y 4K Ultra HD el 13 de junio de 2017, de Summit Inc/Lionsgate.

## Recepción

### Taquilla
John Wick: Capítulo 2 recaudó $92 millones en los Estados Unidos y Canadá y $79.5 millones en otros territorios para un bruto mundial de $171.5 millones.La película recaudó $90.5 millones en todo el mundo en sus primeros nueve días de estreno, superando el total bruto de la primera película ($88.8 millones).
En los Estados Unidos y Canadá, la película se estrenó junto con otras dos secuelas, The Lego Batman Movie y Cincuenta sombras más oscuras, y se proyecta que recaudará alrededor de $20 millones en su primer fin de semana. Ganó $2.2 millones de las previsualizaciones del jueves por la noche en 2,400 teatros, una mejora sobre los $870,000 realizados por su predecesor. Ganó $11 millones en su primer día, casi un total de $14.4 millones que hizo la primera película en todo su fin de semana de estreno. Luego se abrió a $30.4 millones, más del doble del fin de semana de apertura de la película original y terminó tercero en la taquilla detrás de The Lego Batman Movie ($53 millones) y Cincuenta sombras más oscuras($46.6 millones). En su segundo fin de semana, la película recaudó $16.2 millones (una caída del 46.7%), terminando cuarto en la taquilla y haciendo más en su segundo fin de semana que la película original realizada en el primero.

### Crítica
En el sitio web del agregador de reseñas de películas Rotten Tomatoes, la película tiene una calificación de aprobación del 89% basada en 255 reseñas y una calificación promedio de 7.3/10. El consenso crítico del sitio web dice: "John Wick: Capítulo 2 hace lo que una secuela debería hacer, lo que en este caso significa duplicar la acción sin parar y emocionantemente coreografiada que hizo que su predecesor fuera tan divertido". En Metacritic, la película tiene un puntaje promedio ponderado de 75 de 100, basado en críticas de 43 críticos, que indican "críticas generalmente favorables". Las audiencias encuestadas por CinemaScore le dieron a la película una calificación promedio de "A–" en una escala de A + a F, mientras que PostTrak informó que los cinéfilos le dieron una puntuación positiva general del 85% y una "recomendación definitiva" del 72%.
Scott Tobias, de Uproxx, dijo que la película mejoró el original y escribió: "Para bien o para mal, aunque principalmente para mejor, es un asalto a gran escala a los sentidos, que constantemente se esfuerza por lograr mayores hazañas de exceso. A este ritmo, un tercio John Wick podría desencadenar el apocalipsis". Mike Rougeau de IGN le dio a la película un 8.5/10, afirmando que "se complace en expandir la historia original", y elogió la película como una gran mejora de su predecesor en términos de piezas de acción, coreografía de lucha, cinematografía y escritura. Peter Travers de Rolling Stone lo llamó "el verdadero negocio" y "cine puro".
Al escribir para la revista Time en febrero, Stephanie Zacharek declaró: "Los placeres de John Wick: Capítulo 2 pueden ser incluso mayores que los de su predecesor, en sí mismo un logro sinfónico en películas rudimentarias, de acción rápida, porque en este no hay el asesinato de cachorros para soportar ... son los amantes de la humanidad los que se ponen a prueba. John Wick: Capítulo 2 hace la clásica pregunta pulp: "¿Vale la pena salvar a los seres humanos?" y entrega, con las proporciones correctas de alegría y tristeza, el clásico respuesta pulpa: A veces, no".
Tanto Richard Brody escribiendo para The New Yorker como Stephen M. Colbert escribiendo para Screen Rant vieron a las sociedades secretas como un motivo importante en la película. En su artículo "El mundo de John Wick explicado", Colbert declaró: "John Wick presentó al público a una sociedad criminal clandestina oscura, pulida y vestida con precisión, llena de asesinos que (en su mayoría) acatan un código de conducta tácito y dos reglas explícitas Mientras que la primera película contaba una historia más íntima que solo insinuaba el mundo más grande de esta sociedad secreta, John Wick: Capítulo Dos lleva al personaje titular a través de varios de los rincones de este complejo inframundo, revelando aún más sobre el mundo de John Wick. Aunque muy pocas de estas costumbres se explican explícitamente, todavía hay suficientes indicios sobre el funcionamiento interno de las diversas entidades presentadas, lo que nos da suficientes piezas de rompecabezas para armar un bosquejo suelto de este misterioso mundo de asesinos".
Ignatiy Vishnevetsky de The A.V. Club escribió que "carece del impulso de efecto dominó de la primera película". En parte, elogió las escenas de acción como "entretenidamente surrealistas". En un artículo de opinión, Jordan Hoffman de The Guardian calificó la película como "un ejemplo vergonzoso de la pornografía con armas de Hollywood" con una "estética de videojuego hiperactiva, empapada de sangre y con cadáveres", pero "solo traza elementos de una trama" y se preguntó "donde la línea de la decencia es a medida que la sed de sangre de la audiencia continúa ahogada".

## Secuela
En octubre de 2016, Stahelski declaró que una tercera película, titulada John Wick: Capítulo 3 - Parabellum, está en proceso y en junio de 2017 se informó que Kolstad volverá a escribir el guion. En septiembre de 2017, Lionsgate estableció la fecha de lanzamiento de la secuela para el 17 de mayo de 2019. En enero de 2018, se informó que Stahelski volverá a dirigir con Hiroyuki Sanada en conversaciones para unirse al elenco. En febrero de 2018, se informó que, además de Reeves, McShane, Fishburne y Reddick, cada uno volvería a interpretar sus papeles en la película, y la filmación comenzará el 26 de abril de 2018 en la ciudad de Nueva York y Montreal.